# Yoram Gross
Yoram Gross (Cracovia, 18 ottobre 1926 – Sydney, 18 ottobre 2015) è stato un regista e produttore cinematografico polacco.

## Biografia
Yoram Gross è stato un regista e produttore polacco, naturalizzato australiano, di film d'animazione per bambini.
È noto in particolare per le serie Blinky Bill e Dot and the Kangaroo.
Nato in Polonia, da una famiglia che fu iscritta nella lista di Schindler, riuscì a sfuggire dalle mani dei nazisti. Dopo la guerra, ha lavorato per il regista Joris Ivens, poi scelse d'emigrare in Israele dove lavorò come operatore di documentari. Successivamente si trasferì in Australia dove riuscì a fondare la sua compagnia, la Yoram Gross Films Studios. Ha vinto il Festival international du cinéma expérimental de Knokke-le-Zoute nel 1958 per Canzoni senza parole.
Nel 1995 è stato insignito dell'Ordine dell'Australia per il suo contributo all'industria cinematografica del suo paese.
Nel 2011 è stato insignito della Croce di Commendatore con Stella dell'Ordine al Merito della Repubblica di Polonia, nonché della Medaglia al Merito Culturale Polacco Gloria Artis.

## Filmografia parziale

### Regia e produttore
- Canzoni senza parole (Songs Without Words) (1958)
- Giuseppe venduto dai suoi fratelli (Ba'al Hahalomot) (1962)
- Dot and the Kangaroo (1977)
- Sarah (film TV) (1982)
- Dot e il Koala (1985)
- Fantasia Magica  (1991)
- Blinky Bill (1992)
- Le avventure straordinarie di Blinky Bill (1993)
- Dot in Space (1994)
- Big Bag (1996)
- Tabaluga  (1997)
- Flipper e Lopaka (1999)
- Skippy: Adventures in Bushtown (1999)

### Produttore
- Old Tom (2002)
- Polizia dipartimento favole (2002)
- Blinky Bill's Extraordinary Balloon Adventure (2004)
- Dive Olly Dive! (2006)
- Zeke's Pad (2008)
- L'apprendista Babbo Natale: Il Natale di Nicholas (2010)
- The Woodlies (2012)